# Jenny Hellström
Jenny Hellström, född 1976 i Hofors, är en svensk modedesigner med ett klädmärke som bär hennes namn. År 1997 startade hon sitt klädmärke med 1950/1980-talsinspirerade kläder. Företaget gick i konkurs i juli 2008 och kläderna finns inte längre att köpa i butik. Företagets logotyp är ett foto som föreställer Jenny Hellströms far.
År 2013 släppte Hellström boken Sy! Från hood till skjortklänning (Natur & Kultur), som med hjälp av medföljande mönsterark ger läsaren möjlighet att själv sy de populära plaggen. År 2014 kom den uppföljande boken Sy! Urban Collection by Jenny Hellström (Natur & Kultur).